# BiSH
Bish (яп. ビッシュ Bisshu, стилизуется как BiSH); расшифровывется как Brand-new idol SHiT) — японская альтернативная гëрл-группа, которая была создана в 2015 году продюсером Дзюноскэ Ватанабэ и действует в рамках объединения WACK. Они были расформированы в 2023 году.
BiSH исполняет музыку на пересечении джей-попа и рока, при этом называя себя «панк-группой без музыкальных инструментов».

## Состав
| Сценическое имя                                                |
| -------------------------------------------------------------- |
| セントチヒロ・チッチ (Cent Chihiro Chicchi, Сэнтотихиро Чиччи) |
| アイナ・ジ・エンド (Aina The End, Айна Дзи Эндо)               |
| アユニ・D (Ayuni D, Аюни Ди)                                   |
| ハシヤスメ・アツコ (Hashiyasume Atsuko, Хасиясумэ Ацуко)       |
| リンリン (Lingling, Ринрин)                                    |
| モモコグミカンパニー (Momoko Gumi Company, Момокогуми Кампани) |

| Бывшие участницы                                            |
| ----------------------------------------------------------- |
| ユカコラブデラックス (Yukako Love Deluxe, Юкако Лав Дэлюкс) |
| ハグ・ミィ (Hug Mii, Хаг Ми)                                |

## Дискография

### Независимые релизы
1. OTNK, сингл, выпущен 2 сентября 2015 года. Занял 10-е место в еженедельном чарте Oricon.

### Синглы, выпущенные на лейбле
1. DEADMAN, выпущен 4 мая 2016 года. Занял 5-е место в еженедельном чарте Oricon.
2. Promise the Star, выпущен 2 марта 2017 года.
3. PAiNT it BLACK, выпущен 28 марта 2018 года. Заглавная песня «PAiNT it BLACK» является второй открывающей песней аниме Black Clover. Это первая песня, использованная для опенинга аниме, в истории BiSH.
4. Life is beautiful / HiDE the BLUE, выпущен 27 июня 2018 года. Сингл являлся первым двойным A-side релизом группы. Первая песня, «Life is beautiful», была заглавной темой дорамы Kareshi wo Ron de Kaimashita[3]. Вторая, «HiDE the BLUE», была эндингом 1-го сезона аниме 3D Kanojo: Real Girl[4].
5. NON TiE-UP, выпущен 27 июня 2018 года. Сингл появился на полках магазинов одновременно с Life is beautiful / HiDE the BLUE, но без предварительного анонса («партизанский» релиз, guerrilla release). Являлся ответом на критику со стороны фанатов, обвинявших группу в том, что группа стала выпускать песни только в рамках соглашений (tie-up) с компаниями, производящими аниме и кино, и утратила свою панк-энергию.
6. stereo future, выпущен 5 декабря 2018 года.
7. KiND PEOPLE / リズム, выпущен 6 ноября 2019 года.

### EP
1. STiCKS, выпущен 3 апреля 2019 года. Доступен только в Apple Music.
2. CARROTS, выпущен 3 мая 2019 года. Доступен только в Apple Music.

### Студийные альбомы
1. Brand-new idol SHiT, выпущен 27 мая 2015 года. Занял 20-е место в еженедельном чарте альбомов Oricon.
2. FAKE METAL JACKET, выпущен 20 января 2016 года. Занял 13-е место в еженедельном чарте альбомов Oricon.
3. KiLLER BiSH, выпущен 5 сентября на iTunes с последующим полным релизом 5 октября. Первый альбом группы, выпущенный под Avex, занял 7-е место в еженедельном чарте альбомов Oricon и 1-е место в японском iTunes.
4. THE GUERiLLA BiSH, выпущен 29 ноября 2017 года, но был доступен 4-го и 5 ноября по специальной цене 299 иен.
5. CARROTS and STiCKS, выпущен 3 июля 2019 года.

### Мини-альбомы
1. GiANT KiLLERS, выпущен 9 июня 2017 года на iTunes с последующим полным релизом 28 июня. Занял 1-е место в чарте продаж в японском iTunes.